# Frankenberg, Mittelsachsen
Frankenberg (còn gọi: Frankenberg/Sa.) là một thị xã thuộc huyện Mittelsachsen, trong bang tự do Sachsen, nước Đức. Đô thị Frankenberg, Mittelsachsen có diện tích 65,42 km², dân số thời điểm ngày 31 tháng 12 năm 2005 là 16.521 người. Đô thị này nằm bên sông Zschopau, 12 km đông bắc Chemnitz.
Đây là nơi đã có trại tập trung của Đức quốc xã Sachsenburg.